# Dorcadion granigerum
Dorcadion granigerum là một loài bọ cánh cứng trong họ Cerambycidae.